# Castle of Glass
"Castle of Glass" là một bài hát được sáng tác bởi ban nhạc rock người Mỹ Linkin Park cho album phòng thu thứ 5 của họ, Living Things. Bài hát được sản xuất bởi ca sĩ Mike Shinoda  và nhà sản xuất Rick Rubin. Bài hát được phát hành làm đĩa đơn quảng bá cho trò chơi phát hành năm 2012 của Danger Close Games, Medal of Honor: Warfighter, tiếp nối bài hát trước đó của Linkin Park cho series Medal of Honor là "The Catalyst". Đĩa đơn được phát hành vào ngày 2 tháng 2 năm 2013 dưới dạng vật lý  và vào ngày 22 tháng 3 năm 2013, nó được phát hành dưới dạng đĩa đơn kỹ thuật số trên iTunes.
Một bản phối lại của Mike Shinoda được góp mặt trong album remix thứ 2 của Linkin Park, Recharged. Phiên bản phối lại cũng được góp mặt trong trò chơi điện tử Need for Speed Rivals làm nhạc nền.

## Biên soạn
"Castle of Glass" sử dụng các yếu tố điện tử từ album phòng thu trước đó của ban nhạc, A Thousand Suns. Loudwire đã đề cập trong bài đánh giá Living Things của họ rằng bài hát có "các yếu tố điện tử rất khác biệt và các mẫu âm độc đáo được ban nhạc thêm vào bảng màu âm nhạc cho riêng họ."  Dẫu vậy đây là một trong những bài hát thẳng thắn nhất mà ban nhạc từng thực hiện, với cấu trúc bài hát truyền thống và giai điệu gợi nhớ đến nhạc đồng quê. 

## Đón nhận
"Castle of Glass" đã nhận được những đánh giá từ trái chiều đến tích cực từ các nhà phê bình. Billboard đã viết trong bài đánh giá của họ về Living Things, "Một bài hát dân ca với chất cơ bắp của LP, Castle of Glass tận dụng phần ca từ hấp dẫn, phép ẩn dụ mở rộng và cách soạn nhạc đơn giản nhưng triệt để, nhằm cho ra một trong những bài hát hấp dẫn nhất của album". Một bình luận viên tại Sputnikmusic đã viết trong bài đánh giá trái chiều của họ về Living Things rằng bài hát nghe quá giống với "Powerless" và bài hát "sẽ hay hơn nếu nó không thua kém ca khúc trước đó có âm nhạc tương tự."  AltSounds đã mô tả "Castle of Glass" trong bài đánh giá album của họ là "một bản nhạc thứ cấp được kéo dài và luôn duy trì tốc độ chậm chạp, thụ động một cách kỳ lạ và không để lại cho bạn nhiều niềm cảm hứng."  Bài hát đã được đề cử cho giải "Bài hát hay nhất trong trò chơi" tại Lễ trao giải trò chơi điện tử Spike 2012.

## Video âm nhạc
Video âm nhạc cho "Castle of Glass" được quay vào ngày 1 tháng 8 năm 2012 và nó chứa các cảnh quay từ trò chơi điện tử bắn súng góc nhìn thứ nhất Medal of Honor: Warfighter. Nó được phát hành trên kênh YouTube của Linkin Park, linkinparktv, vào ngày 10 tháng 10 năm 2012. Trong video âm nhạc, một cậu bé được thông báo rằng cha của cậu đã bị giết trên chiến trường. Cậu bé và mẹ thương tiếc cái chết, trong khi các đồng đội SEALs đang gục ngã và gia đình của họ cố gắng an ủi cậu bé và mẹ. Ban nhạc sau đó trình diễn trong một cơn bão, nơi những mảnh thủy tinh vỡ vây quanh ban nhạc. Cậu bé xem qua đồ đạc để lại của cha mình, rồi cảnh video được chuyển nhanh đến lúc anh ta (do cựu binh Thủy quân lục chiến Scott Levy thủ vai) trở thành một lính SEAL, giống như cha của anh ta trước đó. Ở cuối đoạn video, anh ta báo cho một bé gái khác hung tin đau lòng về người nhà của cô bé, và cô bé cũng bật khóc. Đoạn video gợi ý cậu bé và người mẹ là gia đình của Rabbit, người đã chết trong trò chơi trước. Đúng như triết lý của Medal of Honor, "Castle of Glass" làm nổi bật những thực tế đầy cảm xúc mà những người lính và gia đình của họ phải đối mặt khi xa chiến trường. Video kết thúc bằng một câu trích dẫn của Winston Churchill, được viết hoa toàn bộ:
All great things are simple,

and many can be expressed in single words: 

freedom, justice, honor, duty, mercy, hope.

Tạm dịch:
Tất cả những điều tuyệt vời đều đơn giản,

và trong số đó nhiều điều có thể được diễn đạt bằng từ ngữ đơn giản:

tự do, công lý, danh dự, bổn phận, nhân từ, hy vọng.

Phần video âm nhạc của ban nhạc được quay hoàn toàn trước màn hình xanh, với phần sản xuất do Mothership và Digital Domain đảm nhận. Phần hậu kỳ của nó chủ yếu dựa vào hoạt hình CGI và Hiệu ứng hậu kỳ. Các hiệu ứng đặc biệt cũng tiếp tục mô-típ về một thế giới đang tan rã, giống như các video của Living Things trước đó. Một trong số đó là cảnh quay mở màn của Mike Shinoda, bắt đầu bằng một cảnh quay góc thấp, di chuyển dần dần lên trên cho đến khi các bức tường xung quanh anh ta bắt đầu vỡ vụn. Video âm nhạc cũng sử dụng kỹ thuật hoạt hình lơ lửng, cho thấy các vật thể ở một vị trí cố định lơ lửng trong không khí, với chủ thể trung tâm là một hình ảnh động.
Tính đến tháng 4 năm 2021, bài hát đã có hơn 487 triệu lượt xem trên YouTube.

## Nhân sự
- Chester Bennington - ca sĩ
- Mike Shinoda - ca sĩ chính, guitar điện, dây, kèn, piano
- Brad Delson - guitar acoustic, hát bè, sampler
- Dave "Phoenix" Farrell - guitar bass, hát bè
- Rob Bourdon - trống, bộ gõ
- Joe Hahn - synthesizer, sampler, lập trình

## Danh sách ca khúc
| Đĩa đơn CD | Đĩa đơn CD                           | Đĩa đơn CD |
| STT        | Nhan đề                              | Thời lượng |
| ---------- | ------------------------------------ | ---------- |
| 1.         | "Castle of Glass"                    | 3:25       |
| 2.         | "Lost in the Echo" (KillSonik Remix) | 5:09       |

| Đĩa EP iTunes Đức | Đĩa EP iTunes Đức                            | Đĩa EP iTunes Đức |
| STT               | Nhan đề                                      | Thời lượng        |
| ----------------- | -------------------------------------------- | ----------------- |
| 1.                | "Castle of Glass"                            | 3:25              |
| 2.                | "Lost in the Echo" (KillSonik Remix)         | 5:09              |
| 3.                | "Burn It Down" (Live Rock Im Park 2012)      | 4:00              |
| 4.                | "Lies Greed Misery" (Live Rock Im Park 2012) | 2:30              |

## Xếp hạng
| Bảng xếp hạng (2012–14)                | Vị trí cao nhất |
| -------------------------------------- | --------------- |
| Áo (Ö3 Austria Top 40)                 | 2               |
| Bỉ (Ultratip Wallonia)                 | 18              |
| Cộng hòa Séc (Rádio Top 100)           | 25              |
| Cộng hòa Séc (Singles Digitál Top 100) | 48              |
| Pháp (SNEP)                            | 166             |
| Đức (GfK)                              | 10              |
| Hungary (Single Top 40)                | 7               |
| Thụy Sĩ (Schweizer Hitparade)          | 17              |
| Anh Quốc Rock and Metal (OCC)          | 17              |
| Hoa Kỳ Hot Rock Songs (Billboard)      | 32              |
| US Rock Airplay (Billboard)            | 24              |
| Hoa Kỳ Alternative Songs (Billboard)   | 16              |
| Venezuela (Record Report)              | 148             |
| Bảng xếp hạng (2017)                   | Vị trí cao nhất |
| Ý (FIMI)                               | 92              |

| Bảng xếp hạng (2013)             | Vị trí |
| -------------------------------- | ------ |
| Áo (Ö3 Austria Top 40)           | 30     |
| Đức (Media Control AG)           | 41     |
| Ý (FIMI)                         | 90     |
| Thụy Sĩ (Schweizer Hitparade)    | 64     |
| US Hot Rock Songs (Billboard)    | 85     |
| US Alternative Songs (Billboard) | 50     |

| Bảng xếp hạng (2019) | Vị trí |
| -------------------- | ------ |
| Bồ Đào Nha (AFP)     | 2475   |

## Chứng nhận
| Quốc gia                                                                           | Chứng nhận | Số đơn vị/doanh số chứng nhận |
| ---------------------------------------------------------------------------------- | ---------- | ----------------------------- |
| Áo (IFPI Áo)                                                                       | Gold       | 15.000*                       |
| Đức (BVMI)                                                                         | Platinum   | 500.000^                      |
| Ý (FIMI)                                                                           | Platinum   | 30.000*                       |
| Thụy Sĩ (IFPI)                                                                     | Platinum   | 30.000^                       |
| * Chứng nhận dựa theo doanh số tiêu thụ. ^ Chứng nhận dựa theo doanh số nhập hàng. |            |                               |

## Lịch sử phát hành
| Khu vực  | Ngày                     | Định dạng             | Hãng đĩa     |
| -------- | ------------------------ | --------------------- | ------------ |
| Thế giới | Ngày 7 tháng 12 năm 2012 | Tải xuống kỹ thuật số | Warner Bros. |
| Đức      | Ngày 2 tháng 2 năm 2013  | CD                    | Warner Bros. |